# دانيال كرونين
دانيال كرونين (بالإنجليزية: Daniel Cronin)‏ (و. 1959 – م) هو سياسي من الولايات المتحدة الأمريكية ولد في إلمهورست.

## التعليم
تعلم في جامعة نورث وسترن في.